# Železni prstan
Železni prstan je slovenska ljudska pravljica, prvič objavljena v pisni obliki v zbirki Slovenske narodne pravljice, ki jo je uredil Alojzij Bolhar leta 1952, z ilustracijami Maksima Gasparija.
Pravljica pripoveduje o sinu revne ženske, ki se odpravi v svet in s svojo usmiljenostjo pridobi naklonjenost živali in železni prstan, s katerim se mu izpolnijo vse želje. Osreči mater in se poroči s kraljevo hčerjo, ki pa mu prstan ukrade. Mladenič ga s pomočjo živalskih pomočnikov najde in se maščuje ženi.

## Vsebina
Siromašna žena je imela sina, ki se je odločil olajšati jima težko življenje tako, da se je odpravil služiti. Ko je zaslužil tri krajcarje, je odšel iskat srečo v svet. 
V neznani vasi se mu je zasmilil pes, ki so ga hoteli otroci kamenjati. V zameno za krajcar so mu ga prepustili, pes pa je dečku obljubil pomoč, če bi jo kdaj potreboval. V naslednji vasi je s krajcarjem rešil mačko pred utopitvijo, ta mu je prav tako obljubila pomoč. Skupaj so potovali dalje, dokler ob poti niso opazili pastirja, ki je ubijal kačo. Deček je z zadnjim krajcarjem preprečil njeno smrt, kača pa mu je za plačilo obljubila železni prstan, s katerim se ti izpolni vse, kar si želiš. Napotili so se do gradu kralja vseh kač, kjer je deček prejel prstan, pri tem pa je moral upoštevati navodila kače, kajti kralj kač je srdito zamahnil z repom.
Deček je z močjo železnega prstana nasitil obe živali in sebe, potem so se vrnili v domačo vas. Ponoči je deček spremenil staro bajto v lepo palačo in tako presenetil mater, s katero sta odslej živela srečno in veselo.
Toda ko je deček dorastel v mladeniča, se je odločil, da se bo poročil. Po nevesto je odšel h kralju tiste dežele. Kralj je že slišal o mladeničevi sreči, zato se mu ni hotel odreči, postavil pa mu je pogoj: hčer mu da za ženo, če postavi na kraljevem vrtu največjo smreko, kar jih je bilo v gozdu. Mladenič je z močjo prstana to storil, prav tako je rešil naslednji nalogi: poleg gradu je postavil palačo iz stekla in od svoje palače do gradu speljal široko cesto s samimi različnimi drevesi ob strani in različnimi pticami v drevju.
Potem se je poročil s kraljevo hčerjo in jo odpeljal na svoj dom. Vendar je njegova žena ljubila princa sosednje dežele, zato se je želela mladeniča znebiti. Povprašala ga je, kako mu vse uspeva, in izvedela za železni prstan, ki ga je mladenič nosil na vrvici za vratom. Ponoči mu ga je ukradla in mladenič se je z materjo zbudil v stari bajti.
Mačka in pes sta ga prepričala, da so se odpravili v svet iskat prstan. Dolga pot jih je vodila skozi mesta in vasi, skozi gozdove in čez puščavo do morja. Živali sta odplavali naprej, medtem ko je mladenič čakal. Na drugem bregu sta našli prelep grad. Mačka se je prikupila kraljevi hčeri in skrivaj preiskala ves grad, prstana pa ni našla. Ujela je miš in ta ji je obljubila, da ji bo priskrbela prstan, če jo pusti pri življenju. Ko ga je dobila, sta se s psom odpravila nazaj proti mladeniču, med plavanjem pa je pes predlagal, da bi on nosil prstan, ker ni še nič storil za gospodarja. Sprla sta se in mački je padel prstan iz ust v morje. Medtem ko sta žalostno plavala dalje, je pes ujel zlato ribo, ki je v zameno za svoje življenja prinesla prstan.

Vsi trije so se vrnili domov, kjer si je mladenič zaželel, naj princ in princesa živita v njihovi revni bajti, oni pa v gradu onkraj morja.

## Analiza (splošnejši prikaz)
Ljudska pravljica je krajša prozna pripoved ljudskega izvora, ki govori o čudežnih in fantastičnih dogodkih, predmetih in sposobnostih nastopajočih.

- Kraj in čas nista določena.
- Pripovedovalec je vsevedni in tretjeosebni.
- Osebe nimajo lastnih imen.
- Pravljični predmet ima čudežno moč.
- Čudodelni predmet v pravem trenutku pride v prave roke.
- Osebe in pravljična bitja so samo dobra ali samo hudobna.
- Krivica je kaznovana, zmagata dobrota in pravica.
- Pravljična števila: trije krajcarji, tri živali.

## Analiza (po teoriji V. J. Proppa)
Ruski preučevalec pravljic Vladimir J. Propp je leta 1928 predstavil teorijo, po kateri lahko sistematično analiziramo vsako čudežno pravljico in preučimo njeno strukturo. Uvedel je funkcije likov kot temeljne gradnike vsake čudežne pravljice, na podlagi teh funkcij (vseh je 31) in povezovanja med njimi pa pokazal obstoj enega samega tipa pravljice. Funkcije se med seboj povezujejo v linije, pri samem povezovanju obstajajo določena pravila (funkciji prepovedi bo sledila funkcija kršitve prepovedi npr.) Poleg funkcij obstajajo še pomožni elementi za medsebojno povezavo funkcij in motivacije. V analizi so uporabljeni znaki, razloženi v Proppovi Morfologiji pravljice.

Železni prstan je zgrajen iz treh zaporednih linij (linija je zaporedje dogodkov, ki jih sproži manko ali škodovanje, zaključi pa se z zapolnitvijo manka oz. z zmago nad škodljivcem). 
Iz izhodiščnega stanja (α) prve linije izhaja manko (pomankanje) sredstev za dostojno preživljenje (a5): junak s svojo materjo živi v revščini. Manko postane motivacija za junakov odhod od doma. 
Prvo linijo lahko zapišemo takole:
α a5 B3 C ↑ Č7 D5 E9 F3 E1 ↓ J6 Š2

Junak je pobudnik za svoj odhod od doma (B3): deček gre služit. V tem dejanju je prikazan začetek odpora (C),povezan z odpravo (↑): deček gre v svet, ne vemo, kdaj se bo vrnil. Na poti sreča psa, ki ga mučijo. Dejanje/stanje živali spada med druge prošnje (Č7) pod funkcijo preizkušanja (Č), ki mu navadno sledi pridobitev čudežnega pomočnika ali sredstva. Deček reši psa, prizanese prosilcu (D5). Oseba se junaku ponudi na voljo (E9): pes dečku ponudi pomoč. Kasneje sreča tudi mačko in kačo v težkih okoliščinah in jima prav tako pomaga, v zameno dobi njuno pomoč/čudežno sredstvo. Iste tri funkcije se pojavijo v enakem zaporedju trikrat zapored, kar opredelimo kot potrojitev. Kača junaka vodi proti gradu (F3), kjer mu podari čudežno sredstvo (E1). Junak se vrne domov (↓), kjer s čudežnim sredstvom premaga revščino (J6). Prva linija se konča z izgradnjo palače (Š2), kar je kot funkcija junakova pridobitev nove podobe (Š).

Druga linija je krajša: a1 C O P U*

Pojavi se nov manko: junak želi najti nevesto. Začetku odpora (C) niti ne sledi odprava od doma, junak se poteguje za roko princese domačega kraljestva. Naložijo mu težko nalogo (O), ki pa jo z uporabo čudežnega sredstva hitro reši (P). Zopet pride do potrojitve, junak dobi še dve težki nalogi, ki ju reši s pomočjo čudežnega sredstva. Poroči se s kraljevo hčerjo (U*).

Tretja linija: ε1 A2 B4 C ↑ F2 J1 ↓ T uº

Zadnja linija se začne s škodljivčevim poizvedovanjem po čudežnem predmetu (ε1): nevesta sprašuje o železnem prstanu. Sledi škodovanje (A2): nevesta prstan ukrade. Ko junak izve za nesrečo (B4), mu pes in mačka ponudita pomoč (opredelimo kot povezovalni dejavnik), sledita odprava (C) in odhod (↑) z dolgim potovanjem (F2). Jasno je razvidna motivacija za odhod: iskanje čudežnega sredstva. Objekt iskanja uplenijo z uporabo zvijače (J1) in se vrnejo domov (↓). S čudežnim sredstvom kaznujejo škodljivca (T): naj kraljeva hči živi v bajti namesto v gradu. Junaku ostane nadomestilo v obliki prstana in bogastva (uº).

Omeniti velja še spremembi krogov delovanja nekaterih oseb: prvič, ko pes in mačka kot darovalca postaneta pomočnika, in drugič, ko nevesta postane škodljivec. Tako za nadaljnji razvoj pravljice ni bilo potrebno vpeljati novih likov.

Funkcijo darovalca/pomočnika opravita tudi miš in zlata riba, ki pa nista v neposrednem stiku z junakom, vendar delujeta v njegov prid.

## Liki
Glavni:
- Deček/mladenič je junak pravljice, ki izhaja iz revnega okolja; opredeljen značajsko: dober, usmiljen in pogumen. Prvi liniji pravljice se razvijeta iz njegove notranje motivacije.
- Železni prstan je čudežni predmet, sprva last kačjega kralja, potem preide v roke junaka.

Stranski:
- Dečkova mati je revna žena, h kateri se sin vedno vrača (motiv Ojdipovega kompleksa).
- Pes je junakov pomočnik, hvaležna žival, tudi čudežna, ker govori.
- Mačka je junakova pomočnica, hvaležna žival, tudi čudežna, ker govori.
- Kača je darovalka, predtem tudi vodnica, hkrati pa hvaležna in čudežna žival. Predstavljena je kot pregrda in preveč osovražena, da bi šla z junakom po svetu.
- Kačji kralj le zamahne z repom, je varovalec čudežnega predmeta.
- Kralj ima vlogo preizkuševalca/zastavljalca težkih nalog, sicer tipičen lik mnogih pravljic.
- Nevesta je najprej nagrada za izpolnitev težkih nalog in zapolni junakov manko, potem preide v škodljivca, ki je na koncu kaznovan.  Ljubi drugega, prisiljena pa je biti z junakom. Zaradi svoje ljubezni škoduje junaku, vendar je drugače ne bi mogla izpolniti. Zato konec zanjo niti ni nujno kazen: pridobila je moža, ki ga ljubi, izgubila pa bogastvo.
- Miš je v vlogi pomočnika, ki pomaga pomočnici (mački) in posredno junaku, hkrati tudi hvaležna in čudežna žival (govori).
- Zlata riba je v vlogi pomočnika, ki pomaga pomočniku (psu) in posredno junaku, hkrati tudi hvaležna in čudežna žival (govori).

## Interpretacija
Prvine pravljice Železni prstan so precej moralnega značaja. Kdor je dober in usmiljen, pa čeprav reven, bo prejel plačilo za svojo dobroto (lahko prepoznamo vplive krščanske vere). 
V ospredju je motiv bogastva, ki celo nadvlada nad motivom ljubezni. Na koncu je junak namreč srečen, čeprav ostane brez neveste. Nasprotno je nevesta predstavljena kot oškodovana, čeprav je uresničila svojo ljubezen. S tega vidika lahko pogledamo tudi vlogo kače v primerjavi s svetopisemskim motivom, kjer kača zavede Evo: železni prstan kot darilo kače (jabolko), ne more vzpostaviti popolne sreče (raja), ima razdiralni učinek.

Zanimiv je odnos med junakom in njegovo materjo. V vseh linijah pravljice se vrne k njej, tudi nevesto pripelje domov. Motiv izhaja iz zgodbe o kralju Ojdipu, kjer se Ojdip  nevede oženi z lastno materjo.

## Izdaje
- Bohanec, Franček: Ljudske pripovedi, Izbrano delo, Ljubljana 1972
- Bolhar, Alojzij; Gaspari, Maksim; slovenske narodne pravljice, Ljubljana 1952 (ponatisi: 1955, 1959, 1964, 1965, 1989, 1997, 2000, 2004)